# Autobusy (serial animowany)
Autobusy (ang. Busy Buses) – serial animowany produkcji brytyjskiej. Zawiera obecnie 39 odcinków podzielonych na 2 sezony. Pierwsza seria była emitowana w poniedziałkowej Wieczorynce od 23 czerwca 2008 roku po serialu Vipo i przyjaciele. Druga seria nie była emitowana w telewizji tylko wydana na płycie DVD.

## Wersja polska

### Seria I
Wersja polska: Hagi Film i Video Wrocław

Reżyseria: Igor Kujawski

Tłumaczenie: Piotr Skotnicki

Realizacja: Robert Maniak i Jacek Kaźmierczak

Udział wzięli:
- Zygmunt Bielawski – Anatol
- Elżbieta Golińska – Stefania
- Edyta Skarżyńska – Zuzia
- Miłogost Reczek – Rysio
- Aldona Struzik – Basia
- Zbigniew Bielawski
- Adam Cywka
- Marian Czerski
- Tomasz Lulek
- Andrzej Wilk

Opowiadał: Krzysztof Grębski

### Seria II
Wersja polska: na zlecenie Carisma Entertainment Group – Studio Eurocom

Tekst: Michał Urzykowski

Czytał: Cezary Kwieciński

## Bohaterowie

### Autobusy
- Gimbus (W drugiej serii Sammy) – młody, żółty autobus szkolny. Jest najmniejszym autobusem w zajezdni. Lubi wozić dzieci do szkoły. Chętnie wszystkim pomaga. Marzy o tym by przelecieć się samolotem.
- Anatol (W drugiej serii Arnold) – stary, czerwony, londyński autobus piętrowy. Najstarszy autobus w zajezdni, którą rzadko opuszcza. Ma brata Arka. W odcinku Zniknięcie Anatola przypadkowo wygrywa konkurs na najlepiej prezentujący się autobus. Lubi opowiadać innym autobusom czasy kiedy był młodym autobusem. W jednym z odcinków wspomniał, że kiedyś wiózł króla.
- Stefania (W drugiej serii Stephanie) – żółto-szary autobus w średnim wieku. Nosi złote okulary. Jest zarozumiała i zuchwała. Bywa lekkomyślna. Uważa się za najczystszy i najmądrzejszy autobus w zajezdni. Jej marzeniem jest to by wozić ważnych pasażerów np. królową czy premiera.
- Rysiek (W drugiej serii Roger) – stary autobus lotniskowy. Jest też mistrzem gry w piłkę nożną. Jest najpoważniejszy z autobusów.
- Kazik (W drugiej serii Colin) – młody, zielony autobus. Lubi się taplać w błocie.
- Tomek (W drugiej serii Harry) – młody, czerwono-biały autobus.
- Zuzia (W drugiej serii Susan) – młody, Różowy autobus wycieczkowy.
- Basia (W drugiej serii Penny) – młody autobus miejski koloru białego-niebieskiego.
- Arek (W drugiej serii Archie) – stary autobus piętrowy koloru biało-czerwonego. Jest bratem Anatola. Pojawia się w odcinkach Arek, Brat Anatola i Wielka Parada.
- Frank – młody, srebrny, amerykański autobus wycieczkowy. Pojawia się w odcinkach; Wizyta Franka i Wielka Parada.
- Tommy – młody autobus szkolny, przyjaciel Gimbusa [Sammy’ego]. Jest koloru błękitnego. Pojawia się w odcinkach: Nowy Przyjaciel Sammy’ego, Nocna Przygoda Sammy’ego i Wielka Parada.
- Rick – młody, pomarańczowy autobus wyścigowy. Jest szybki i nieostrożny. Pojawia się w odcinkach; Wyścigowy Rick i Wielka Parada.
- Florencja – młody, fioletowy autobus. Pojawia się w odcinkach; Tomek boi się Duchów i Wielka Parada.

### Ludzie
- Pan Dyspozytor (W drugiej serii Pan Spektor) – dyrektor zajezdni. Jego autobusy to: Gimbus Sammy,Anatol (Arnold), Stefania (Stephanie), Rysio (Roger), Zuzia (Susan), Tomek (Harry), Kazik (Colin) i Basia (Penny). Jest miły i pogodny. To on przydziela swoim autobusom zadania.
- Farmer
- Dzieci

## Spis odcinków
| N/o            | Polski tytuł                   | Angielski tytuł             |
| -------------- | ------------------------------ | --------------------------- |
|                |                                |                             |
| SERIA PIERWSZA |                                |                             |
|                |                                |                             |
| 01             | Oko w oko z potworem           | Sammy Meets A Monster       |
|                |                                |                             |
| 02             | Stefania wiezie królową        | Stephanie & The Queen       |
|                |                                |                             |
| 03             | Tomek boi się duchów           | Harry Gets Spooked          |
|                |                                |                             |
| 04             | Kazik do kąpieli               | Colin Needs A Bath          |
|                |                                |                             |
| 05             | Gimbus startuje z lotniska     | Sammy Nearly Takes Off      |
|                |                                |                             |
| 06             | Zniknięcie Anatola             | Arnold Gets Lost            |
|                |                                |                             |
| 07             | Stefania na peronie            | Stephanie’s Bumpy Day       |
|                |                                |                             |
| 08             | Pierwszy dzień w szkole        | Sammy’s First Day At School |
|                |                                |                             |
| 09             | Przemoknięta Stefania          | Stephanie Gets Soaked       |
|                |                                |                             |
| 10             | Ucieczka Zuzi                  | Susan Runs Away             |
|                |                                |                             |
| 11             | Kłopoty Anatola                | Arnold In A Tight Spot      |
|                |                                |                             |
| 12             | Gimbus mistrzem                | Sammy Wins The Day          |
|                |                                |                             |
| 13             | Białe szaleństwo               | Sammy In The Snow           |
|                |                                |                             |
| 14             | Rysio walczy z zimą            | Roger Slips Up              |
|                |                                |                             |
| 15             | Zuzia oblewa się rumieńcem     | Susan Goes Pink             |
|                |                                |                             |
| 16             | Arek, brat Anatola             | Arnold’s Brother Archie     |
|                |                                |                             |
| 17             | Morska kąpiel Gimbusa          | Sammy Has A Paddle          |
|                |                                |                             |
| 18             | Rysio i przyjaciele            | Roger Meets His Chums       |
|                |                                |                             |
| 19             | Nowe szaty Anatola             | Arnold Gets A New Coat      |
|                |                                |                             |
| 20             | Wizyta Franka                  | Frank Comes To Visit        |
|                |                                |                             |
| 21             | Stefania dyryguje              | Stephanie’s Bossy Day       |
|                |                                |                             |
| 22             | Specjalny pasażer Anatola      | Arnold’s Special Passenger  |
|                |                                |                             |
| 23             | Anatol jest chory              | Arnold Gets Sick            |
|                |                                |                             |
| 24             | Kwiatki pana Dyspozytora       | Mr. Spector’s Flowers       |
|                |                                |                             |
| 25             | Falstart                       | Sammy & The Wrong Day       |
|                |                                |                             |
| 26             | Gimbus akrobatą                | Sammy The Acrobatic Bus     |
|                |                                |                             |
| SERIA DRUGA    |                                |                             |
|                |                                |                             |
| 27             | Nowy przyjaciel Sammy’ego      | Sammy’s New Friend          |
|                |                                |                             |
| 28             | Wielki mecz                    | The Football Math           |
|                |                                |                             |
| 29             | Pyrkające autobusy             | Busy Bangers                |
|                |                                |                             |
| 30             | Sammy kaskader                 | Sammy the Stunt Bus         |
|                |                                |                             |
| 31             | Dzień na farmie                | A Day On The Farm           |
|                |                                |                             |
| 32             | Sammy zostaje harcerzem        | Sammy Becomes A Scout       |
|                |                                |                             |
| 33             | Stephanie traci pewność siebie | Stephanie loses her nerve   |
|                |                                |                             |
| 34             | Błotnisty dzień                | A Muddy Day                 |
|                |                                |                             |
| 35             | Rosnący Sammy                  | Sammy Gets Taller           |
|                |                                |                             |
| 36             | Nocna przygoda Sammy’ego       | Sammy’s Midnight Adventure  |
|                |                                |                             |
| 37             | Jednooki Roger                 | One Eyed Roger              |
|                |                                |                             |
| 38             | Wyścigowy Rick                 | Rick The Racing Bus         |
|                |                                |                             |
| 39             | Wielka parada                  | The Big Parade              |
|                |                                |                             |